# Косово на літніх Олімпійських іграх 2024
Косово на літніх Олімпійських іграх 2024 представляли  дев'ять спортсменів у чотирьох видах спорту.

## Медалісти
| Медаль | Ім'я             | Вид спорту | Змагання | Дата     |
| ------ | ---------------- | ---------- | -------- | -------- |
| 2      | Дістрія Краснічі | Дзюдо      | до 52 кг | 28 липня |
| 3      | Лаура Фазліу     | Дзюдо      | до 63 кг | 30 липня |